# ریان بلعید
ریان بلعید (انگلیسی: Rayane Belaid؛ زادهٔ ۱۱ فوریهٔ ۲۰۰۵) بازیکن فوتبال اهل اسپانیا است که در حال حاضر برای باشگاه فوتبال اتلتیکو مادرید بی بازی می‌کند. 
وی همچنین در تیم‌های ملی فوتبال زیر ۱۸ سال الجزایر و زیر ۱۹ سال اسپانیا بازی کرده است.